# Грубею (приток Васяхъёгана)
Грубею (устар. Грубе-Ю) — река в Шурышкарском районе Ямало-Ненецкого АО. Устье реки находится в 9 км по левому берегу реки Васяхъёган. Длина реки 26 км, в 7 км по правому берегу впадает Воргашор.

## Данные водного реестра
По данным государственного водного реестра России относится к Нижнеобскому бассейновому округу, водохозяйственный участок реки — Обь от впадения реки Северная Сосьва до города Салехард, речной подбассейн реки — бассейны притоков Оби ниже впадения Северной Сосьвы. Речной бассейн реки — (Нижняя) Обь от впадения Иртыша.